# Гюрище
Гюрище (на македонска литературна норма: Ѓуриште) e рид, разположен в котловината Овче поле, на 13 километра от град Свети Никола. Той е най-високата точка на Овчеполието, с височина 861 метра.
В местността се намира средновековният манастир „Рождество на Пресвета Богородица“, който датира от XI–XII век. На най-високият му връх е разположена крепостта Горно Градище, а на километър югоизточно Долно Градище.
В 1923 година на Гюрище чета на ВМРО води сражение със сръбска войска.